# رامون غونزاليس بينيا
رامون غونزاليس بينيا (بالإسبانية: Ramón González Peña)‏ هو عامل مناجم ونقابي وسياسي إسباني، ولد في 1 يوليو 1888 في لاس ريغيراس في إسبانيا، وتوفي في 27 يوليو 1952 في مدينة مكسيكو في المكسيك. حزبياً، نشط في حزب العمال الاشتراكي الإسباني. وقد انتخب عمدة وأصبح عضوا في البرلمان الإسباني.